# Межницкое (озеро, Бежаницкий район)
Межницкое — озеро в России, в муниципальном образовании «Полистовское» Бежаницкого района Псковской области, в 0,6 км от границы с Новгородской областью. Расположено на территории Полистовского заповедника, к юго-западу от более крупного озера Русское, с которым соединено ручьём.
Площадь — 1,0 км² (99,0 га). Максимальная глубина — 3,0 м, средняя глубина — 1,5 м. Высота нум 96 м.
Проточное. Относится к бассейну реки Порусья, притока реки Полисть, которые, в свою очередь, относится к бассейну реки Ловать. С ними связано через болото, прямой связи водотоком не имеет. Ближайший населённый пункт — деревня Ратча — находится в 2,5 км к западу от озера.
Ихтиологический тип озера: окуневый. Массовые виды рыб: окунь, вьюн, ерш.
Для озера характерны: торфяно-илистое дно, сплавины; бывают заморы; полностью окружено болотом. У восточного берега находится урочище (бывшая деревня) Межник.